# Cebrennus villosus
Cebrennus villosus is een spinnensoort in de taxonomische indeling van de jachtkrabspinnen (Sparassidae).
Het dier behoort tot het geslacht Cebrennus. De wetenschappelijke naam van de soort werd voor het eerst geldig gepubliceerd in 1966 door Jézéquel & Junqua.